# Chitali, Aland
Chitali là một làng thuộc tehsil Aland, huyện Gulbarga, bang Karnataka, Ấn Độ.